# اكمة شعب شهاب (فرع العدين)
اكمة شعب شهاب

تعديل مصدري - تعديل

اكمة شعب شهاب محلة تابعة لقرية الغول، التابعة لعزلة الاخماس بمديرية فرع العدين إحدى مديريات محافظة إب في الجمهورية اليمنية، بلغ تعداد سكانها 41 حسب تعداد اليمن لعام 2004.